# Destil·lador

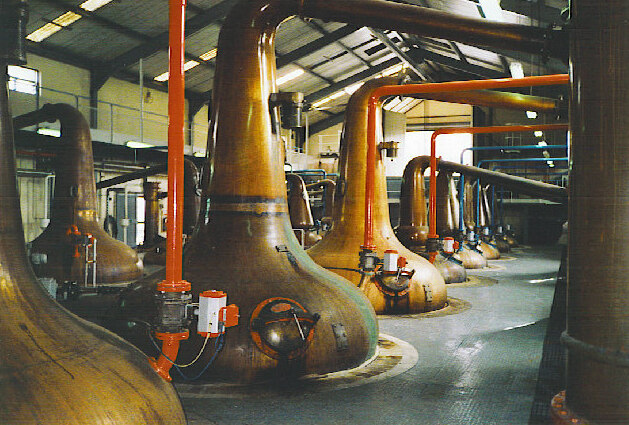
Destil·ladors de coll de cigne de la destil·leria Glenfiddich

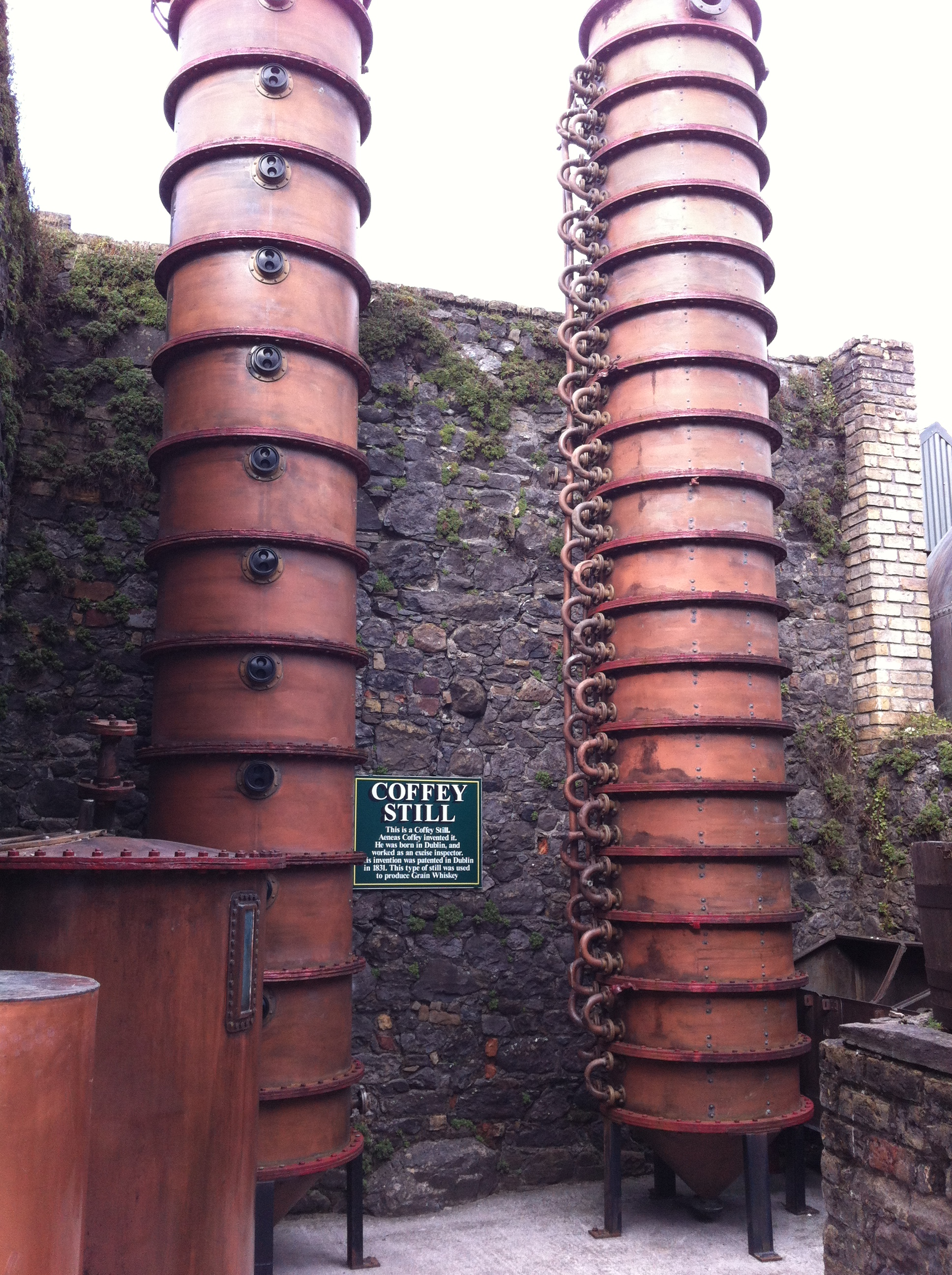
Columna de destil·lació de la destil·leria Kilbeggan al comtat de Westmeath a Irlanda; Armagnac també es produeix amb columnes fixes

Undestil·lador és un aparell usat per a destil·lar barreges de líquids amb diferent punt d'ebullició fent que bullin i després refredant per fer condensar el  vapor. Un destil·lador utilitza els mateixos conceptes que un equip de destil·lació bàsic, però en una escala molt més gran. S'han utilitzat destil·ladors per produir perfums i  medicaments, aigua per a injectables (WFI) per a ús farmacèutic, generalment per separar i purificar diferents productes químics i per produir begudes destil·lades que contenen etanol.

## Aplicació
Com que l'etanol  bull a una temperatura molt menor que l'aigua, la  destil·lació simple pot separar l'etanol de l'aigua aplicant calor a la barreja. Històricament, es va usar un recipient de coure per a aquest propòsit, ja que el coure elimina els compostos indesitjables a força de sofre de l'alcohol. No obstant això, molts destil·ladors moderns estan fets de tubs d'acer inoxidable amb revestiments de coure per evitar l'erosió de tota la caldera i menors nivells de coure en el producte de rebuig (que en grans destil·leries es processa per convertir-se en aliment per a animals). Tots els destil·ladors de coure requeriran reparacions cada vuit anys aproximadament a causa de la precipitació de  compostos sulfurats de coure. La indústria de begudes va ser la primera a implementar un modern aparell de destil·lació i va liderar el desenvolupament d'estàndards d'equips que ara són àmpliament acceptats en la indústria química.

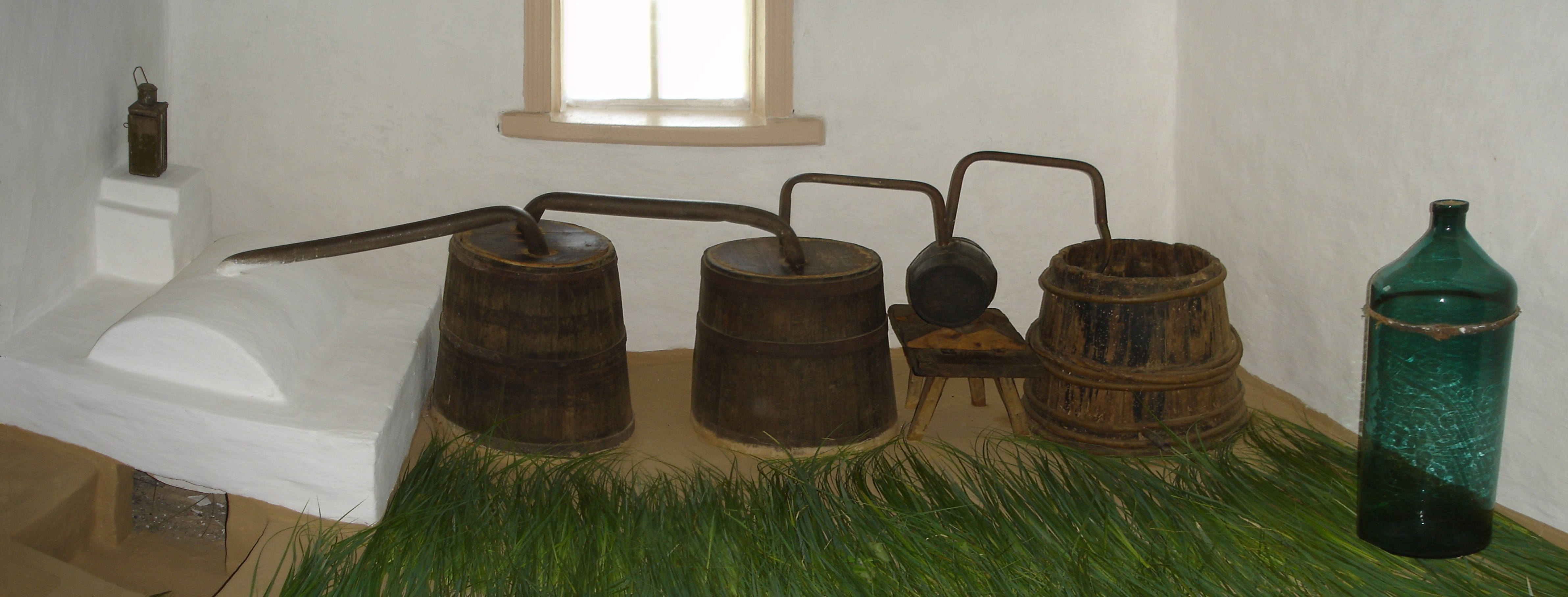
Vell destil·lador de vodka ucraïnès

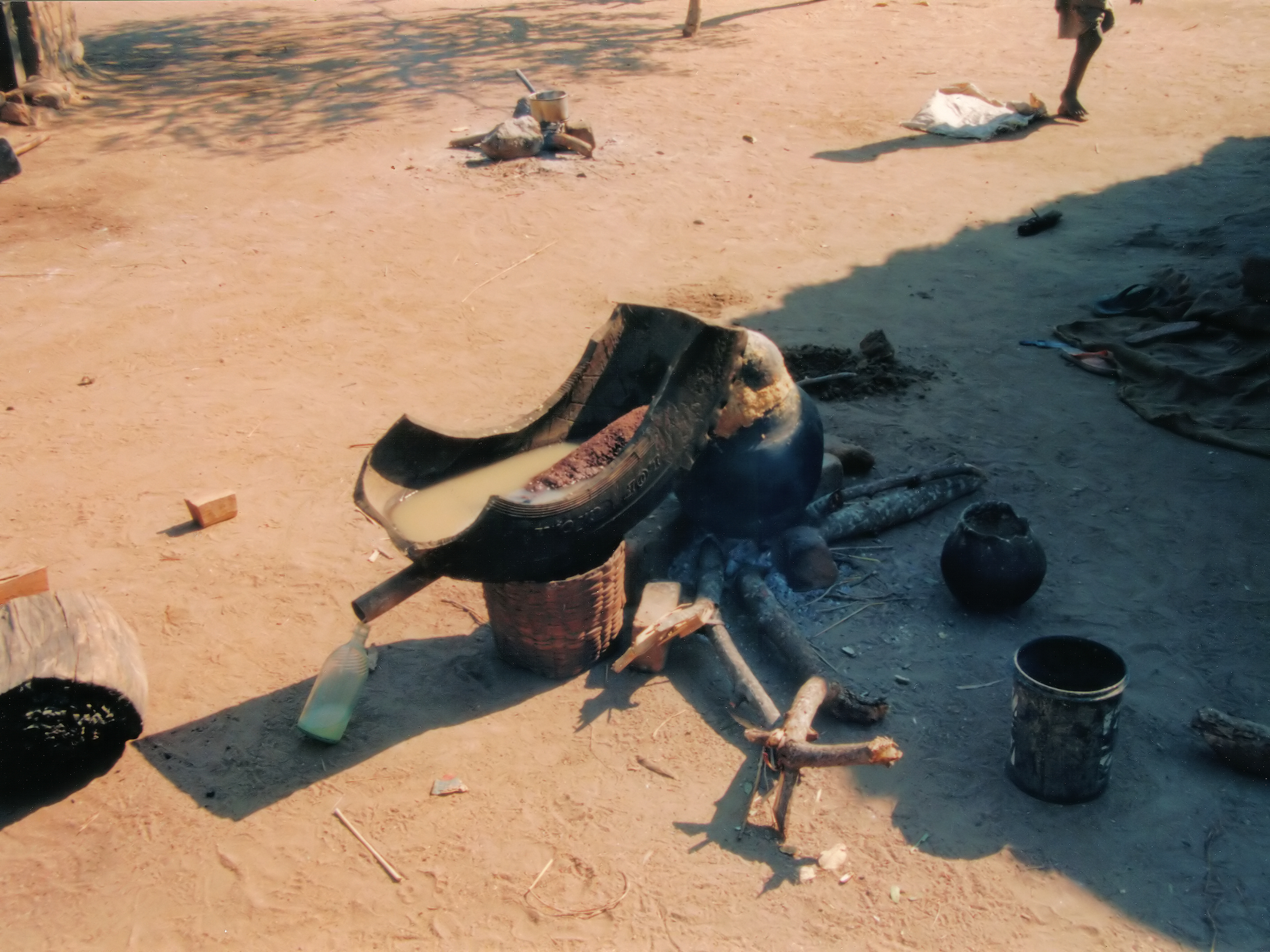
Destil·lador artesanal zambià Kachasu

També hi ha un ús cada vegada més gran de la destil·lació de  ginebra en vidre i  PTFE, i fins i tot a pressions reduïdes, per facilitar un producte més fresc. Això és irrellevant per a la qualitat de l'alcohol, ja que el procés comença amb l'alcohol de gra triple destil·lat i la destil·lació es fa servir únicament per recol·lectar sabors botànics com el limonè i altres compostos similars al terpè. L'alcohol etílic està relativament sense canvis.
L'aparell de destil·lació estàndard més simple es coneix comunament com alambí, que consisteix en una sola cambra escalfada i un recipient per recollir l'alcohol purificat. Un alambí incorpora sols una  condensació, mentre que altres tipus d'equips de destil·lació tenen múltiples etapes que resulten en una major purificació del component més volàtil (alcohol). La destil·lació en tests dona una  separació incompleta, però això pot ser desitjable per al gust d'algunes begudes destil·lades.
Si es desitja un destil·lat més pur, la solució més comuna  segueix sent 01:00 reflux. Els alambins de reflux incorporen una columna de fraccionament, comunament creada a l'omplir els recipients de coure amb comptes de vidre per maximitzar la  superfície de contacte disponible. a mesura que l'alcohol bull, condensa i torna a bullir a través de la columna, el nombre efectiu de destil·lacions augmenta considerablement.  El vodka, la  ginebra i altres esperits de gra neutre es destil·len mitjançant aquest mètode, després es dilueixen a concentracions apropiades per al consum humà.
Els productes alcohòlics de les destil·leries domèstiques són comuns a tot el món, però de vegades violen els estatuts locals. El producte dels alambins il·legals en els Estats Units es coneix generalment com Moonshine i a Irlanda, com poitín. No obstant això, el poitín, encara que il·legalitzat el 1661, ha estat legal a Irlanda per a l'exportació des de 1997. Cal recordar que el terme Moonshine sovint es fa servir de forma incorrecta, ja que molts creuen que és un tipus específic d'alcohol altament resistent que es va destil·lar del blat de moro, però que en realitat pot referir-se a qualsevol alcohol destil·lat il·lícitament.